# بیرون تامس
بیرون تامس (به انگلیسی: Byron Thames) (زاده ۲۳ آوریل ۱۹۶۹) بازیگر آمریکایی است.
از فیلم‌های معروف او می‌توان به بازی در فیلم جانی خطرناک و هفت دقیقه در بهشت اشاره کرد.